# Aggregatibacter actinomycetemcomitans
La bacteria actinomycetem comitans fue descrita por Klinger (1912) como las bacterias aisladas cocobacilares junto con Actinomyces en lesiones actinomicóticas del hombre. Fue reclasificado como Actinobacillus actinomycetemcomitans por Topley y Wilson (1929) y como Haemophilus actinomycetemcomitans por Potts et al. (1985). La especie ha atraído la atención debido a su asociación con periodontitis agresiva localizada.
Aggregatibacter actinomycetemcomitans (antes Actinobacillus actinomycetemcomitans) es un cocobacilo gram negativo de la familia Pasteurellaceae. Inmóvil, mide aproximadamente 0,5 x 1,5 µm, se puede presentar en forma aislada, en pares o en pequeños racimos. Generalmente en cultivos se encuentran formas bacilares, mientras que en las observaciones directas aparecen formas cocoides. Es un microorganismo capnófilo, crece bien en atmósfera con CO2 de 5% o en condiciones de anaerobiosis.

## Características
Aggregatibacter actinomycetemcomitanse es parte de la microbiota de la cavidad oral en individuos sanos. Es el principal agente etiológico de formas agresivas de periodontitis. Como patógeno oportunista ha sido aislado principalmente en muestras de sangre, abscesos y tejidos de pacientes con actinomicosis, endocarditis infecciosa, osteomielitis, glomerulonefritis, endoftalmitis, neumonía, absceso cerebral y hepático, siendo en algunos casos, causante predominante en estas patologías. Es susceptible a cefalosporinas, tetraciclinas y fluoroquinolonas, describiéndose resistencias a penicilina, ampicilina, amikacina y macrólidos.
Además, Aggregatibacter actinomycetemcomitans  y Porphyromonas gingivalis son los únicos periodontopatógenos que poseen todos los criterios para denominarse a sí mismos como patógenos periodontales. Los cuales son (según Socransky) :

### Asociación.
Debe estar presente en mayor cantidad en los focos activos de la enfermedad que en los no activos.

### Eliminación.
Su eliminación o disminución en número debe detener la progresión de la enfermedad.

### Respuesta inmune.
Desencadenar una respuesta inmune en el hospedero.

### Experimentos en animales.
Posibilidad de replicar las lesiones progresivas en el periodonto de animales de experimentación.

### Factores de virulencia.
Poseer factores de virulencia relevantes en el proceso patológico.

## Factores de virulencia
Las bacterias poseen factores de patogenicidad específicos que emergen al superar las defensas de un hospedero. Un microorganismo patógeno posee la capacidad de producir un daño, a cualquier nivel, en un organismo hospedero susceptible. La virulencia es una medida cuantitativa de la patogenicidad y se mide por el número de microorganismos necesarios para causar una enfermedad, es decir, es el grado de patogenicidad. Debido a la eficiencia de esos factores una bacteria puede ser poco virulenta o muy virulenta; bacterias de importancia médica pueden causar una gran mortalidad.
Por su parte Aggregatibacter actinomycetemcomitans posee fimbrias, vesículas, así como produce un material amorfo extracelular proteico, que le permite adherirse a las células huésped.

## Leucotoxinas.
Es un miembro de la familia RTX (Repeats in toxin). El operon de esta leucotoxina está constituido por 4 genes ltxC, A, B, D, en orden de transcripción siendo el ltxA, la porción activa de la toxina. Tiene actividad citoletal en polimorfonucleares, leucocitos, macrófagos, penetrando y formando poros transmembranosos que producen pérdida de potasio intracelular, con un resultado fatal para la célula. Es así también un participante de la reabsorción ósea. Su nula acción sobre determinadas células como epitelio, fibroblastos, plaquetas, eritrocitos está comprobada de forma in vitro.

## Toxina de distensión citoletal (CDT).

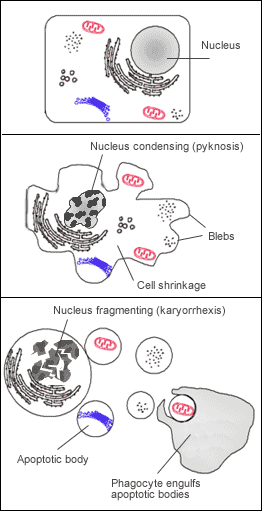
Apoptosis celular

Esta toxina es codificada por el operon cdtABC, e inhibe la progresión del ciclo celular en G2, llevándola a una apoptosis celular. Así también, puede inhibir la proliferación de linfocitos CD4, impidiendo una respuesta adecuada del sistema inmune.

## Endotoxina (LPS).
Es una toxina sumamente activa, causando reabsorción ósea, activando macrófagos para que estimulados produzcan interleuquina IL1-B y factor de necrosis tumoral alfa, mediadores de la inflamación y reabsorción ósea.

## Proteínas unidas a los receptores Fc.
La región Fc de la inmunoglobulina se une a proteínas de superficie de la bacteria, haciendo que el complemento no cumpla su función citoletal ni se lleve una adecuada opsonización para la fagocitosis.

## Proteína similar a GROE1 (64 Kda.).
Es una proteína con acción osteolítica identificada en la mayoría de pacientes con periodontitis agresiva localizada (PAL), antiguamente llamada periodontitis juvenil localizada. Colagenasa: enzima con alta capacidad de deteriorar el tejido conectivo del periodonto.

## Citotoxinas.
Inhiben la proliferación de fibroblastos; por lo tanto, la capacidad del huésped de sintetizar colágeno para la recuperación de los tejidos dañados está disminuida.

## Epiteliotoxinas.
Destruye hemidesmosomas de la unión intercelular, siendo un mecanismo de invasión y profundización de la infección.

## Alteraciones locales inmunitarias.
La A.a está asociada a la activación temprana de los linfocitos T supresores, así como de inhibición de inmunoglobulinas IgG, IgM por células B.

## Serotiposde Aggregatibacter actinomycetemcomitans
Actualmente se distinguen 6 serotipos de A.actinomycetemcomitans (a‐f) en función del tipo de polisacárido que conforma el antígeno inmunodominante de la membrana, el lipolisacárido (LPS).

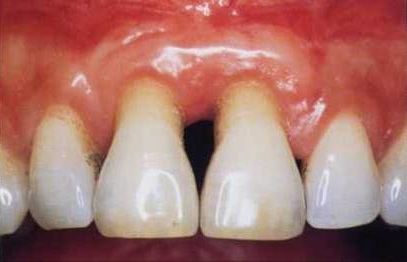
Periodontitis agresiva.

- Seretipo a, por ejemplo ATCC 29523, con frecuencia se encuentra en la cavidad oral, la expresión de leucotoxina es variable.

- Serotipo b Y4, con frecuencia localizado en periodontitis agresiva y por ende mayor expresión de leucotoxina.
- Serotipo c ATCC 33384, Baja expresión de leucotoxina.
- Serotipos d, e y f.